# アナヒタ (小惑星)
 アナヒタ (270 Anahita) は、小惑星帯に位置する岩石質の小惑星の一つ。S型小惑星に分類される。
1887年10月8日にアメリカ合衆国の天文学者、クリスチャン・H・F・ピーターズによりニューヨーク州クリントンで発見され、ゾロアスター教の女神アナーヒター (Anāhitā) にちなんで名づけられた。
2008年12月に滋賀県と岡山県で掩蔽が観測された。